# Microloxia
Microloxia chlorissoides là một loài bướm đêm thuộc họ Geometridae và là thành viên duy nhất của chi Microloxia. Loài này có ở Đông Á.